# Hyde United Football Club
Maillots
Le Hyde Football Club est un club anglais de football fondé en 1919 sous le nom Hyde United. Le club, basé à Hyde, dans le Grand Manchester, évolue depuis la saison 2014-2015 en Conference North (sixième division anglaise). Il change de nom pour Hyde FC en 2010.
Les couleurs du club comprennent un maillot rouge avec un short blanc pour la plus grande partie de l'histoire du club mais le club joue la saison 2010-2011 avec un maillot blanc et un short bleu afin d'honorer Manchester City, qui sauve le club de la faillite en investissant dans le stade et l'équipe en 2010. L'équipe retrouve ses couleurs habituelles pour la saison 2011-2012.
L'équipe première joue ses matchs à Ewen Fields, un stade de 4 073 places que le club partage occasionnellement avec l'équipe réserve et l'académie de Manchester City. Le record d'affluence du Hyde FC est un match face au Nelson FC en 1952 avec 7 600 spectateurs en tribune. Pete O'Brien est le meilleur buteur du club avec 247 buts.
Hyde joue en Conference North après avoir été relégué de la Conference Premier durant la saison 2013-2014.

## Histoire
Le club évolue en Conference Premier (5e division) pendant deux saisons : en 2012-2013 puis en 2013-2014. Il se classe 18e sur 24 lors de la première saison, et bon dernier lors de la deuxième saison.

## Identité du club

### Logos

Ancien logo.
Logo actuel.

## Palmarès
- Conference North (sixième division)
  - Champion : 2012
- Northern Premier League (septième division)
  - Champion : 2005
- Northern Premier League Division One North (huitième division)
  - Champion : 2004
- FA Trophy
  - Demi-finaliste : 1989, 1995 et 1996